# Annali Blu
Gli Annali Blu (in tibetano: དེབ་ཐེར་སྔོན་པོ, deb ther sngon po)  è un'opera storiografica scritta tra il 1476 e il 1478 dal bla ma e lo tsa ba 'Gos lo tsa ba Gzhon nu dpal (འགོས་ལོ་ཙ་བ་གཞོན་ནུ་དཔལ, 1392–1481).
Questa opera è particolarmente apprezzata dagli studiosi in quanto fornisce importanti indicazioni sul trasferimento di testi e pratiche religiose dall'India al Tibet, dettagliando anche gli eventi storici che riguardano i vari lignaggi e tradizioni, risultando anche una delle prime opere tibetane ad essere tradotte integralmente nelle lingue occidentali grazie all'importante lavoro di traduzione, dal tibetano all'inglese, del tibetologo russo Jurij Nikolaevič Roerich (1902-1960) e dell'erudito tibetano Dge ’dun chos ’phel. (དགེ་འདུན་ཆོས་འཕེལ, Gendun Chopel, 1903–1951).